# Quimioluminescència

Les barres lluminoses, glowsticks o lightsticks, són unes barretes que consten d'un tub de plàstic extern i un altre tub de vidre intern. Entre el tub extern i l'intern, hi ha una dissolució d'aigua oxigenada i dins del tub s'obté difeniloxalat i un colorant fluorescent. En doblegar el lightstick, es trenca el tub de vidre i s'hi barregen les substàncies. S'oxida el feniloxalat i es forma un peroxiàcid molt inestable que descompon en diòxid de carboni. La descomposició és molt energètica i excita el colorant, que en desexcitar-se genera energia lumínica

La quimioluminiscència és un fenomen que es produeix en algunes reaccions químiques en què l'energia alliberada no sols s'emet en forma de calor o energia química sinó en forma de llum. Habitualment, en les reaccions de quimioluminiscència s'alliberen molècules en estat excitat (per exemple, oxigen en estat de singlet) que, en baixar a l'estat fonamental (l'estat de triplet en l'exemple de l'oxigen), emeten la diferència d'energia en forma de llum. Les reaccions de quimoluminiscencia són més esteses del que se sol suposar, encara que el rendiment quàntic és habitualment molt baix i, per tant, calen instruments molt potents (fotomultiplicadors) per a detectar-les. Un dels exemples més coneguts n'és l'oxidació dels vapors del fòsfor blanc en l'oxigen, que emet una llum pàl·lida i que ha donat nom a aquest element. Una reacció àmpliament utilitzada en química forense és l'oxidació de luminol amb aigua oxigenada en presència d'un catalitzador de ferro. Aquesta reacció s'utilitza, per exemple, en la detecció de restes de sang, que serveix en aquest cas per a catalitzar. La bioluminescència mostrada per alguns organismes, com ara l'alga marina Noctiluca scintillans, es basa igualment en la quimioluminiscència, encara que s'oxiden altres substàncies que les habitualment utilitzades en el laboratori, p. ex., la luciferina.